# Benjamin Hansen
Benjamin Tiedemann Hansen (* 7. Februar 1994 in Bogense) ist ein dänischer Fußballspieler und steht seit 2024 bei AIK Solna in Schweden unter Vertrag.

## Karriere
Benjamin Hansen spielte in seiner Jugend für diverse Vereine und wechselte 2009 in den Nachwuchs des Zweitligisten Vejle BK. Für dessen erste Mannschaft kam er allerdings nie zum Einsatz. Im Sommer 2013 wechselte er zum Ligakonkurrenten Boldklubben Marienlyst und debütierte am 28. Juli 2013 bei der 0:3-Niederlage am ersten Spieltag gegen den FC Fredericia im Herrenbereich. Seine erste Saison für den Verein endete mit dem Abstieg aus der dänischen Zweitklassigkeit und 22 Ligaspielen. In den folgenden beiden Saisons wurde der direkte Wiederaufstieg verfehlt. Daraufhin wechselte Hansen zum FC Fredericia und platzierte sich mit dem Verein zum Saisonende auf dem achten Rang. Im August 2017 wechselte er in die Superliga zum FC Nordsjælland und spielte am 22. September 2017 beim 2:2 am zehnten Spieltag gegen SønderjyskE erstmals in der höchsten dänischen Spielklasse. Nach einem dritten Platz in der regulären Saison sowie in der folgenden Meisterrunde qualifizierte sich der FC Nordsjælland für die UEFA-Europa-League-Qualifikation. Zwei Jahre später wechselte er nach Norwegen zum FK Haugesund in die Eliteserien. Dann folgte Anfang 2022 Ligarivale Molde FK als Station, wo er drei nationale Titel gewann. Von dort wurde Hansen erst zu AIK Solna nach Schweden verliehen und im Januar 2024 fest verpflichtet.

## Erfolge
- Norwegischer Pokalsieger: 2021 1, 2023
- Norwegischer Meister: 2022